# Węgrów
Węgrów este un oraș în Polonia.